# Tata Sumo
Tata Sumo — позашляховик, виготовлений Tata Motors в Індії з 1994 по 2019 рік. Це був один із перших легкових автомобілів, розроблених в Індії. У 2004 році він отримав капітальний ремонт і був перейменований на Tata Sumo Victa, щоб конкурувати з його відносно сучасними конкурентами. У 2008 році був випущений спортивний всюдихід під назвою Tata Sumo Grande. У 1994 році з'явився Sumo з атмосферним дизельним двигуном об'ємом 1948 куб.см. Пізніше на замовлення з'явилася наддувна версія цього двигуна.

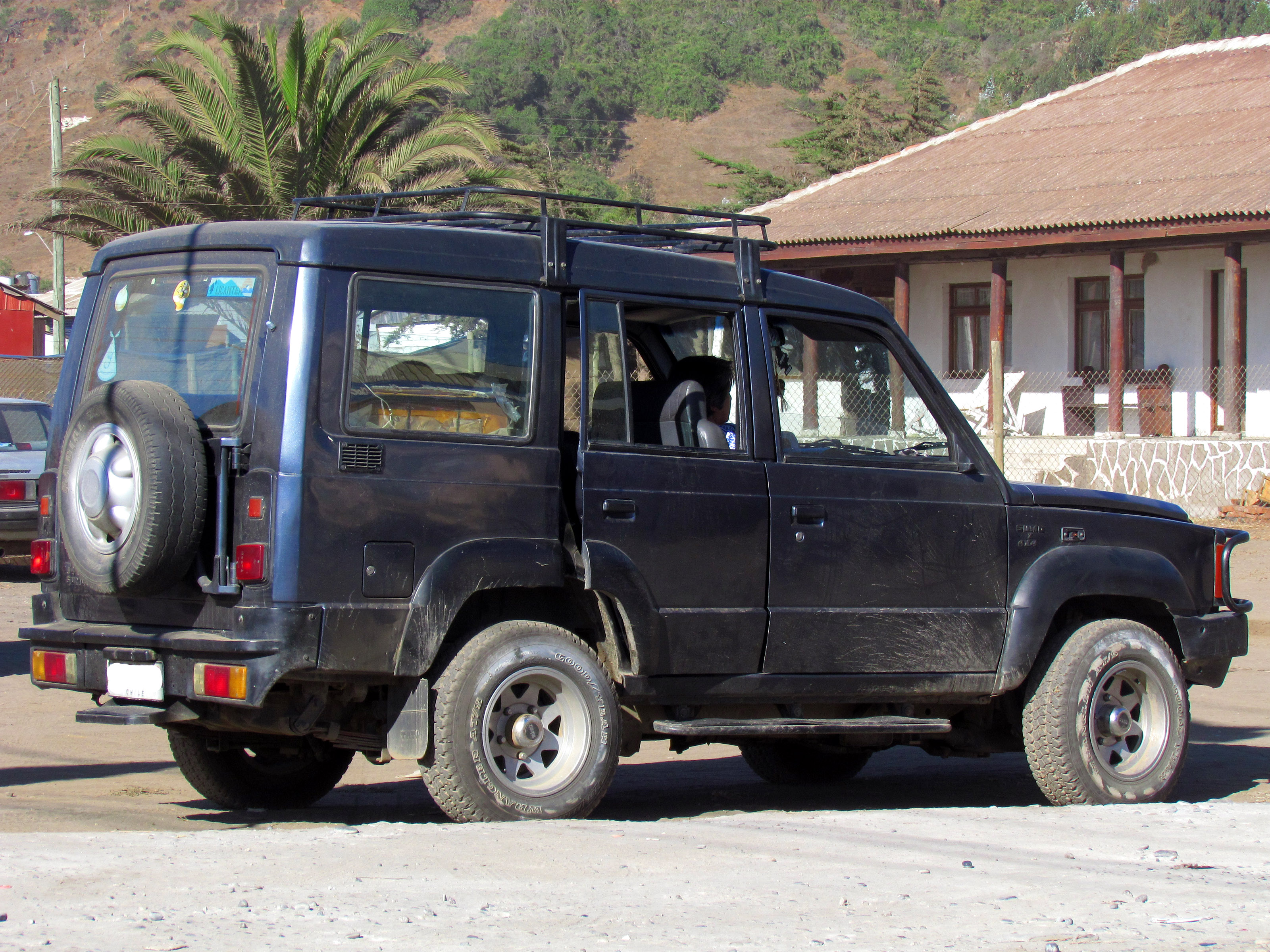
Tata Sumo 2.0 TDi 2001

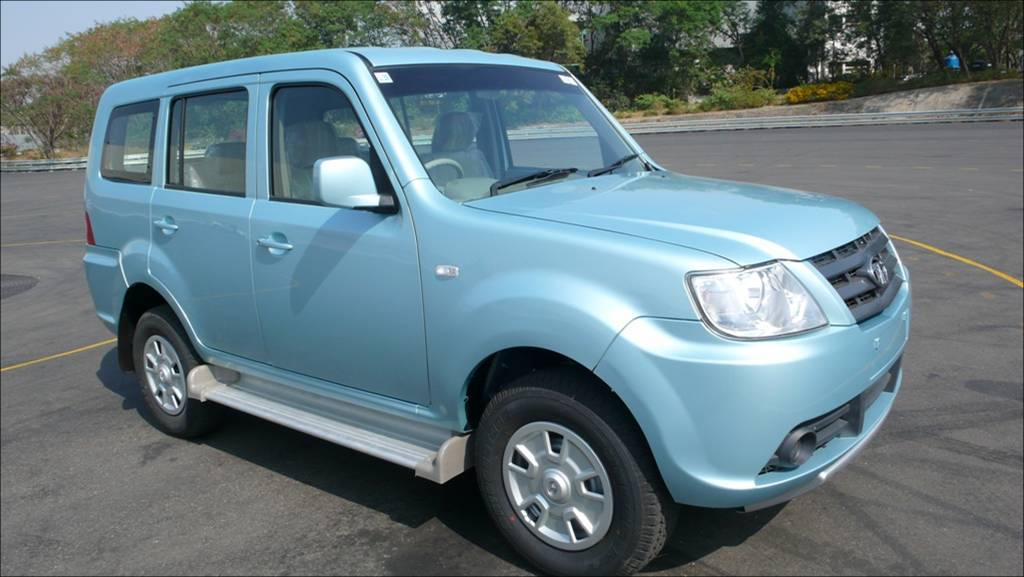
Tata Sumo Grande

До появи Sumo індійський ринок перебував у стагнації, більшість автомобілів у цьому сегменті пропонувала Mahindra & Mahindra, чиї транспортні засоби по суті були похідними від Jeep Willys. Відразу після появи Сумо захопив значну частину індійського ринку позашляховиків.